# Pișceane, Kreminna
Pișceane (în ucraineană Піщане) este un sat în comuna Cervonopopivka din raionul Kreminna, regiunea Luhansk, Ucraina.

## Demografie
Componența lingvistică a localității Pișceane
     Ucraineană (93,81%)
     Rusă (6,19%)
Conform recensământului din 2001, majoritatea populației localității Pișceane era vorbitoare de ucraineană (93,81%), existând în minoritate și vorbitori de rusă (6,19%).